# Lamar Hunt U.S. Open Cup 2015
La Lamar Hunt U.S. Open Cup 2015 fue la 102.ª edición de la Lamar Hunt U.S. Open Cup del fútbol de los Estados Unidos. Empezó el 25 de abril y finalizó el 30 de septiembre.
En esta edición participaron un total de 91 equipos. Sporting Kansas City ganó su tercer título tras vencer al Philadelphia Union, clasificando a la fase de grupos de la Concacaf Liga Campeones 2016-17.

## Equipos clasificados
En el torneo participaron 91 equipos de distintas ligas:
17 equipos de la Major League Soccer (MLS)
| - Chicago Fire - Colorado Rapids - Columbus Crew - FC Dallas - D.C. United - Houston Dynamo - Los Angeles Galaxy - New England Revolution - New York Red Bulls | - New York City - Orlando City - Philadelphia Union - Portland Timbers - Real Salt Lake - San Jose Earthquakes - Seattle Sounders FC - Sporting Kansas City |

9 equipos de la North American Soccer League (NASL)
- Atlanta Silverbacks
- Carolina RailHawks
- Fort Lauderdale Strikers
- Indy Eleven
- Jacksonville Armada
- Minnesota United
- New York Cosmos
- San Antonio Scorpions
- Tampa Bay Rowdies

21 equipos de la United Soccer League (USL)
| - Arizona United - Austin Aztex - Charleston Battery - Charlotte Eagles - Colorado Springs Switchbacks - Harrisburg City Islanders - LA Galaxy II - Los Angeles Blues - Louisville City - New York Red Bulls II - Oklahoma City Energy | - Pittsburgh Riverhounds - Portland Timbers II - Real Monarchs - Richmond Kickers - Rochester Rhinos - Sacramento Republic - St. Louis FC - Seattle Sounders 2 - Tulsa Roughnecks - Wilmington Hammerheads |

19 equipos de la Premier Development League (PDL)
| - AC Connecticut - Burlingame Dragons FC - BYU Cougars - Des Moines Menace - FC Tucson - Golden State Misioneros - Jersey Express - Kitsap Pumas - Laredo Heat - Long Island Rough Riders | - Michigan Bucks - Midland/Odessa Sockers - Ocala Stampede - Reading United - Seacoast United Phantoms - SW Florida Adrenaline - Ventura County Fusion - West Virginia Chaos - Western Mass Pioneers |

12 equipos de la National Premier Soccer League (NPSL)
- Brooklyn Italians
- Chattanooga FC
- Detroit City FC
- FC 253 Tacoma
- Fort Pitt FC Regimient
- GBFC Thunder
- Lansing United
- Miami Unted FC
- Sonoma County Sol
- Tulsa Athletics
- Upward Stars
- Virginia Beach

11 equipos de la United States Adult Soccer Association (USASA)
- Cal FC
- Chula Vista FC
- GPS Massachusetts
- Greek American AA
- KC Athletics
- Madison Fire
- Maryland Bays
- NTX Rayados
- PSA Elite
- RWB Adria
- Triangle Brigade

1 equipo de la United States Club Soccer (USCS)
- San Francisco City

1 equipo de la United States Specialty Sports Association (USSSA)
- Harpos FC

## Ronda preliminar
Esta ronda la disputaron, 2 equipos de la USASA, 1 club de la United States Club Soccer y de la United States Specialty Sports Association.
| Fecha       | Local              | Resultado | Visitante    |
| ----------- | ------------------ | --------- | ------------ |
| 25 de abril | Harpo's FC         | 2 - 0     | KC Athletics |
| 25 de abril | San Francisco City | 1 - 2     | Cal FC       |

## Primera ronda
En esta etapa la disputarn, los 19 equipos provenientes de la PDL, 12 equipos de la NPSL, 9 equipos de la USASA y los 2 ganadores de la ronda previa.
| Fecha      | Local                       | Resultado     | Visitante                |
| ---------- | --------------------------- | ------------- | ------------------------ |
| 13 de mayo | (p.) Chattanooga FC         | 1 (4) - 1 (2) | Ocala Stampede           |
| 13 de mayo | (pen) Upward Stars          | 3 (3) - 3 (1) | Triangle Brigade         |
| 13 de mayo | Miami Unted FC              | 2 - 1         | SW Florida Adrenaline    |
| 13 de mayo | (pen) Lansing United        | 0 (4) - 0 (2) | RWB Adria                |
| 13 de mayo | Jersey Express              | 3 - 0         | Greek American AA        |
| 13 de mayo | Reading United              | 1 - 0         | Maryland Bays            |
| 13 de mayo | Western Mass Pioneers       | 1 (3) - 1 (4) | GBFC Thunder (pen)       |
| 13 de mayo | Long Island Rough Riders    | 3 - 1         | Brooklyn Italians        |
| 13 de mayo | BYU Cougars                 | 0 (2) - 0 (4) | Harpo FC (pen)           |
| 13 de mayo | FC 253 Tacoma               | 2 - 5         | Kitsap Pumas             |
| 13 de mayo | Michigan Bucks              | 3 - 0         | Detroit City FC          |
| 13 de mayo | AC Connecticut              | 2 - 3         | Virginia Beach           |
| 13 de mayo | West Virginia Chaos         | 1 - 0         | Fort Pitt FC Regimient   |
| 13 de mayo | Des Moines Menace           | 2 - 1         | Madison Fire             |
| 13 de mayo | (pen) Laredo Heat           | 0 (4) - 0 (2) | NTX Rayados              |
| 13 de mayo | GPS Massachusetts           | 1 - 2         | Seacoast United Phantoms |
| 13 de mayo | Midland/Odessa Sockers      | 3 - 1         | Tulsa Athletics          |
| 13 de mayo | (te) Sonoma County Sol      | 2 - 1         | Burlingame Dragons FC    |
| 13 de mayo | FC Tucson                   | 1 - 2         | Chula Vista FC (te)      |
| 13 de mayo | (pen) Ventura County Fusion | 3 (6) - 3 (5) | Cal FC                   |
| 13 de mayo | PSA Elite                   | 7 - 1         | Golden State Misioneros  |

| Predecesor: 2014 | Lamar Hunt U.S. Open Cup CII Edición | Sucesor: 2016 |

- Datos: Q19343617
- Multimedia: 2015 U.S. Open Cup / Q19343617